# Mashonda
Mashonda Karima Dean, nota semplicemente come Mashonda (Boston, 9 gennaio 1978) è una cantante statunitense di genere R&B.
Nel 2004 ha sposato il produttore discografico Swizz Beatz e firmò con la sua etichetta discografica Full Surface Records, appartenente alla J Records, per pubblicare il suo album di debutto in studio, January Joy (2005). Nel 2011, Dean è entrata a far parte del cast della prima stagione del reality show di VH1 Love & Hip Hop: New York .

## Carriera musicale
Nel 1998, Mashonda firmò un contratto con la Warner Chapel Music. Successivamente scrisse per la cantante Monifah e lavorò con i Full Force. L'anno successivo firmò un contratto discografico con la Columbia Records .
Nel 1999 è stata ospite del rapper americano Jay-Z nel singolo  Girl's Best Friend, per la colonna sonora del film Da ladro a poliziotto. La canzone, prodotta da Swizz Beatz, è stata inclusa anche come traccia nascosta nel quarto album in studio di Jay-Z Vol. 3... Life and Times of S. Carter (1999).
Mashonda ha continuato a fare apparizioni come ospite nel brano Get No Better del rapper americano Cassidy, prodotto da Beatz, dal suo album Split Personality (2004), nella canzone Listen Baby del rapper americano Fat Joe, prodotta da Beatz, dal suo album del 2005 All or Nothing ed è apparsa come ospite nell'album di debutto in studio di Triple Seis Only Time'll Tell, con la canzone Skully.
L'album di debutto di Mashonda, January Joy, prodotto da Beatz, Kanye West e Raphael Saadiq, è uscito nel novembre 2005 in Giappone. L'album è stato supportato da due singoli, scritti insieme a Beatz: Back of da Club, con Beatz, e Blackout con Snoop Dogg. Nel marzo 2009, ha pubblicato un mixtape intitolato The Renovation Series.
Mashonda si è poi presa una pausa dalla carriera musicale per crescere il figlio.

## Altre iniziative
Mashonda è stato l'autore di una rubrica, "Pandora's Box", su Vibe Vixen .
Mashonda è autrice di un libro sulla co-genitorialità, intitolato Blend: The Secret to Co-Parenting and Creating a Balanced Family (2018), con contributi dei co-genitori Swizz Beatz e Alicia Keys.

## Vita privata
Mashonda ha iniziato a frequentare il produttore discografico Kasseem Dean, noto come Swizz Beatz, nel 1998. Rimase incinta, ma ebbe un aborto spontaneo nel 2000. Mashonda e Dean si sono sposati nel 2004. Il loro figlio, Kasseem Dean, Jr., è nato nel 2006. Nel 2008 la coppia annunciò la rottura che ha portato al divorzio nel maggio 2010.

## Discografia

### Album in studio
- January Joy (2005)
- Note To Self (2022)

### Mixtape
- The Renovation Series (2009)
- Love, Mashonda (2012)

## Filmografia
- Love & Hip Hop: New York - programma televisivo